# داش كسن (مشكين شهر)
داش‌ كسن هي قرية في مقاطعة مشكين شهر، إيران. عدد سكان هذه القرية هو 324 في سنة 2006.